# Episodi di Matlock (seconda stagione)
La seconda stagione della serie televisiva Matlock, composta da 24 episodi, è stata trasmessa negli Stati Uniti sul canale NBC dal 22 settembre 1987 al 3 maggio 1988.
In Italia è andata in onda su TMC nel 1988.
| nº | Titolo originale              | Titolo italiano                               | Prima TV USA      | Prima TV Italia |
| -- | ----------------------------- | --------------------------------------------- | ----------------- | --------------- |
| 1  | The Billionaire: Part 1 & 2   | Il miliardario: prima e seconda parte         | 22 settembre 1987 | 1988            |
| 2  | The Billionaire: Part 1 & 2   | Il miliardario: prima e seconda parte         | 22 settembre 1987 |                 |
| 3  | Blind Justice                 | Giustizia cieca                               | 29 settembre 1987 |                 |
| 4  | The Annihilator               | Lo sterminatore                               | 13 ottobre 1987   |                 |
| 5  | The Husband                   | Il marito                                     | 20 ottobre 1987   |                 |
| 6  | The Power Brokers: Part 1 & 2 | Gli agenti del potere (prima e seconda parte) | 27 ottobre 1987   |                 |
| 7  | The Power Brokers: Part 1 & 2 | Gli agenti del potere (prima e seconda parte) | 3 novembre 1987   |                 |
| 8  | The Network                   | Processo in diretta                           | 1º dicembre 1987  |                 |
| 9  | The Best Friend               | Le amiche                                     | 8 dicembre 1987   |                 |
| 10 | The Country Boy               | Il cantante country                           | 15 dicembre 1987  |                 |
| 11 | The Gift                      | Festa di Natale                               | 22 dicembre 1987  |                 |
| 12 | The Gambler                   | Gioco d'azzardo                               | 29 dicembre 1987  |                 |
| 13 | The Body                      | Matlock è in forma                            | 5 gennaio 1988    |                 |
| 14 | The Reunion                   | Cari vecchi amici                             | 12 gennaio 1988   |                 |
| 15 | The Gigolo                    | Gigolò                                        | 19 gennaio 1988   |                 |
| 16 | The Umpire                    | L'arbitro                                     | 26 gennaio 1988   |                 |
| 17 | The Investigation: Part 1 & 2 | Indagine (prima e seconda parte)              | 2 febbraio 1988   |                 |
| 18 | The Investigation: Part 1 & 2 | Indagine (prima e seconda parte)              | 9 febbraio 1988   |                 |
| 19 | The Hucksters                 | Venditore di fumo                             | 16 febbraio 1988  |                 |
| 20 | The Lovelorn                  | Cuori infranti                                | 23 febbraio 1988  |                 |
| 21 | The Genius                    | Il genio                                      | 15 marzo 1988     |                 |
| 22 | The Magician                  | Il mago                                       | 22 marzo 1988     |                 |
| 23 | The Fisherman                 | Il pescatore                                  | 29 marzo 1988     |                 |
| 24 | The Heiress                   | L'ereditiera                                  | 3 maggio 1988     |                 |